# Allotrechiama
Allotrechiama is een geslacht van kevers uit de familie van de loopkevers (Carabidae). De wetenschappelijke naam van het geslacht is voor het eerst geldig gepubliceerd in 1970 door Ueno.

## Soorten
Het geslacht Allotrechiama omvat de volgende soorten:
- Allotrechiama dentifer Ueno, 1978
- Allotrechiama iriei Ueno, 1970
- Allotrechiama mandibularis Ueno, 1978
- Allotrechiama tenellus Ueno, 1959